# Villa Park

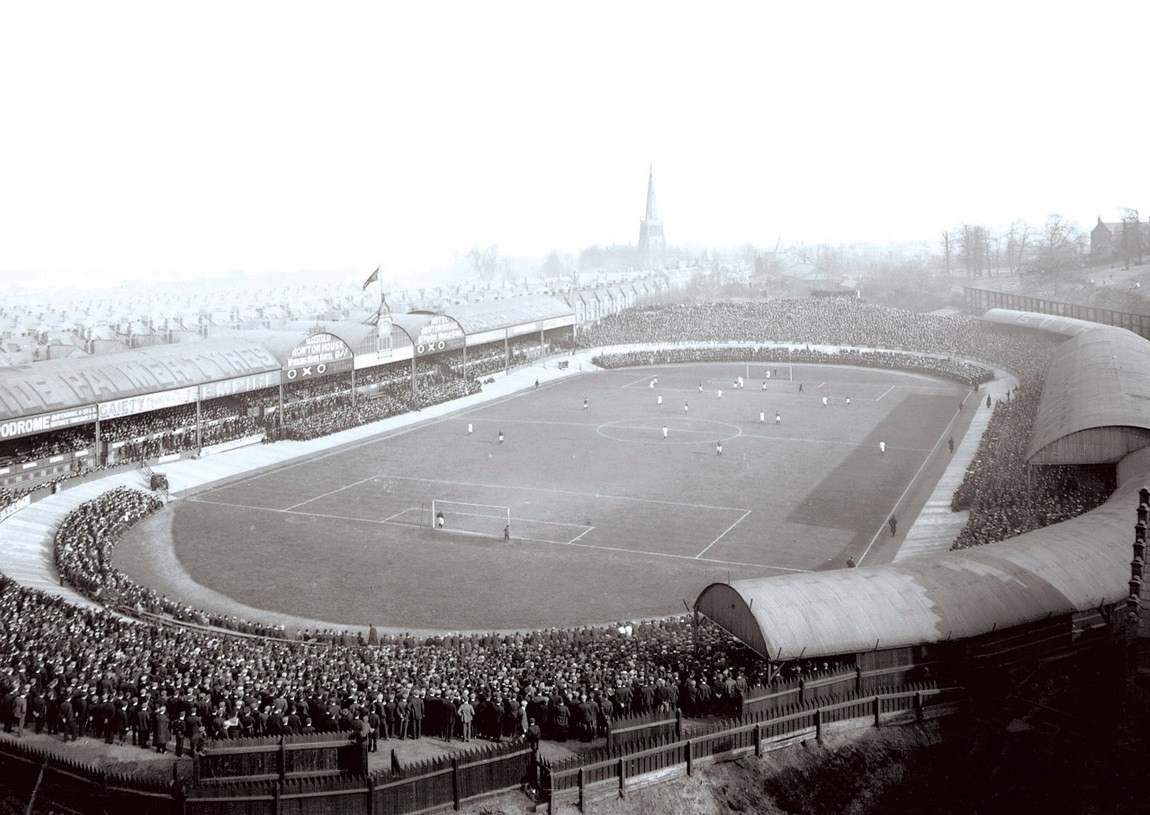
Villa Park în 1907

Villa Park este un stadion de fotbal din districtul Aston, Birmingham, Anglia. A fost stadionul clubului Aston Villa din anul 1897. Este notat cu patru stele UEFA și a găzduit 16 meciuri ale echipei naționale de fotbal a Angliei. Primul dintre aceste meciuri a fost în 1899 și cel mai recent în 2005. A fost primul stadion englez care a găzduit meciuri internaționale în trei secole diferite. Villa a jucat înainte pe Aston Park, între 1974 și 1876 și pe Perry Barr, între anii 1876 și 1897. Villa Park este cel mai folosit stadion din istoria semi-finalelor Cupei Angliei, găzduind 55 de astfel de meciuri. Stadionul cuprinde patru tribune: Holte End, Trinity Road Stand, North Stand și Doug Ellis Stand. Cluburi are intenția de mări North Stand. Dacă expansiunea va avea loc, capacitatea stadionului va crește de la 42,573 de locuri la 50,000.

## Istorie
Villa Park s-a deschis în 1897 pentru costul de 16,400 de lire sterline. Oficial, se numea Aston Lower Grounds iar locul unde a fost construit a fost folosit de un parc de distracții din era victoriană. Terenul era înconjurat inițial de o pistă lată de ciment pentru ciclism și o pistă de alergări. Primul meci care s-a jucat pe Villa Park a fost un meci amical dintre Aston Villa și Blackburn Rovers, la data de 17 aprilie 1897, o săptămână după ce Villa a câștigat eventul (a câștigat atât Football League cât și Cupa FA).
În 1911 Villa a cumpărat terenul pe care este așezat stadionul pentru 8250 lire sterline iar clădirile de birouri și parcarea pentru 1500 lire. Aceste achiziții erau prima rundă dintr-un plan ambițios al președintelui Frederick Rinder, care dorea să extindă capacitatea stadionului la 120,000 de locuri. Planul a căzut însă, din cauza izbungnirii primului război mondial. 
Pista de atletism a fost îndepărtată în 1914 atunci când au început lucrările la Trinity Road Stand, și terenul a fost îndreptat. Când a fost terminată în 1922, Trinity Road Stand era considerată una dintre cele mai mari și grandioase din Marea Britanie, prevăzută cu ferestre din sticlă, mozaicuri italiene și scări rulante. Mulți comentatori, incluzându-l aici și pe Simon Inglis, au considerat că este cea mai frumoasă operă a arhitectului  
Archibald Leitch. A fost numită „St Pancras of football” (în română St Pancras al fotbalului, Gara St Pancras fiind o gară celebră din Londra) de către un jurnalist al ziarului Sunday Times, în anul 1960. 
Împreună cu The Oval (stadion de cricket), Villa a fost menționat de către poetul Philip Larkin în peomul despre primul război mondial, MCMXIV

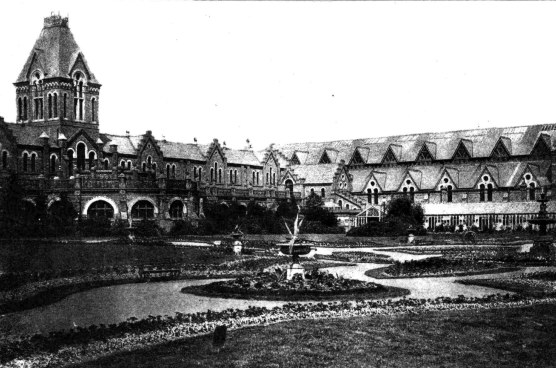
Aston Lower Grounds în 1888.

În anul 1958 a fost instalată nocturna, fiind folosită pentru prima dată într-un meci amical împotriva clubului Heart of Midlothian, în noiembrie , același an.  
The Holte End a fost acoperită în anul 1962, lucrările costând 40,000 de lire, iar acoperișul vechi al tribunei Witton Lane Stand a fost înlocuit cu unul nou în 1964. 
Villa Park a fost ales pentru a găzdui trei meciuri din cadrului Campionatului Mondia din 1966.
Condiția impusă a fost ca tribuna Witton Lane Stand să fie prevăzută în întregime cu scaune pentru spectatori, tunelul trebuia acoperit iar terenul de joc trebuia mărit cu trei yarzi. În februarie 1977 au început lucrările la noua North Stand. Forma și facilitățile erau impresionante pentru acea perioadă, însă costurile construcției a iscat un scandal. S-a descoperit că în jur de 725,000 de lire sterline nu au fost plătite. Rezultatul a fost intrarea în datorii a clubului, lucru care a însemnat că Villei i-au fost restricționate transferurile de bani, în ciuda faptului că în acel moment era campioană locală și europeană..
La mijlocul anilor 1990 numele tribunei Witton Lane Stand a fost schimbat în Doug Ellis Stand. Acest lucru a cauzat nemulțumirea suporterilor, cu toate că Doug Ellis a susținut că nu are nici o legătură cu schimbarea numelui și nu a știut nimin până ce aceasta nu a avut loc. În general, fanii Aston Villa se referă la tribună tot cu numele vechi, refuzând să accepte noul nume.
Tribuna Trinity Road Stand a fost demolată în 2001 și înlocuită cu una mai mare, mai modernă, care a mărit capacitatea stadionului de la 39,399 la 42,573 de locuri. A fost deschisă oficial în noiembrie 2001 de către Prințul Charles, așa cum vechea tribună a fost deschisă de către bunicul lui, George al VI-lea, cu 77 de ani în urmă.

## Structură și facilități

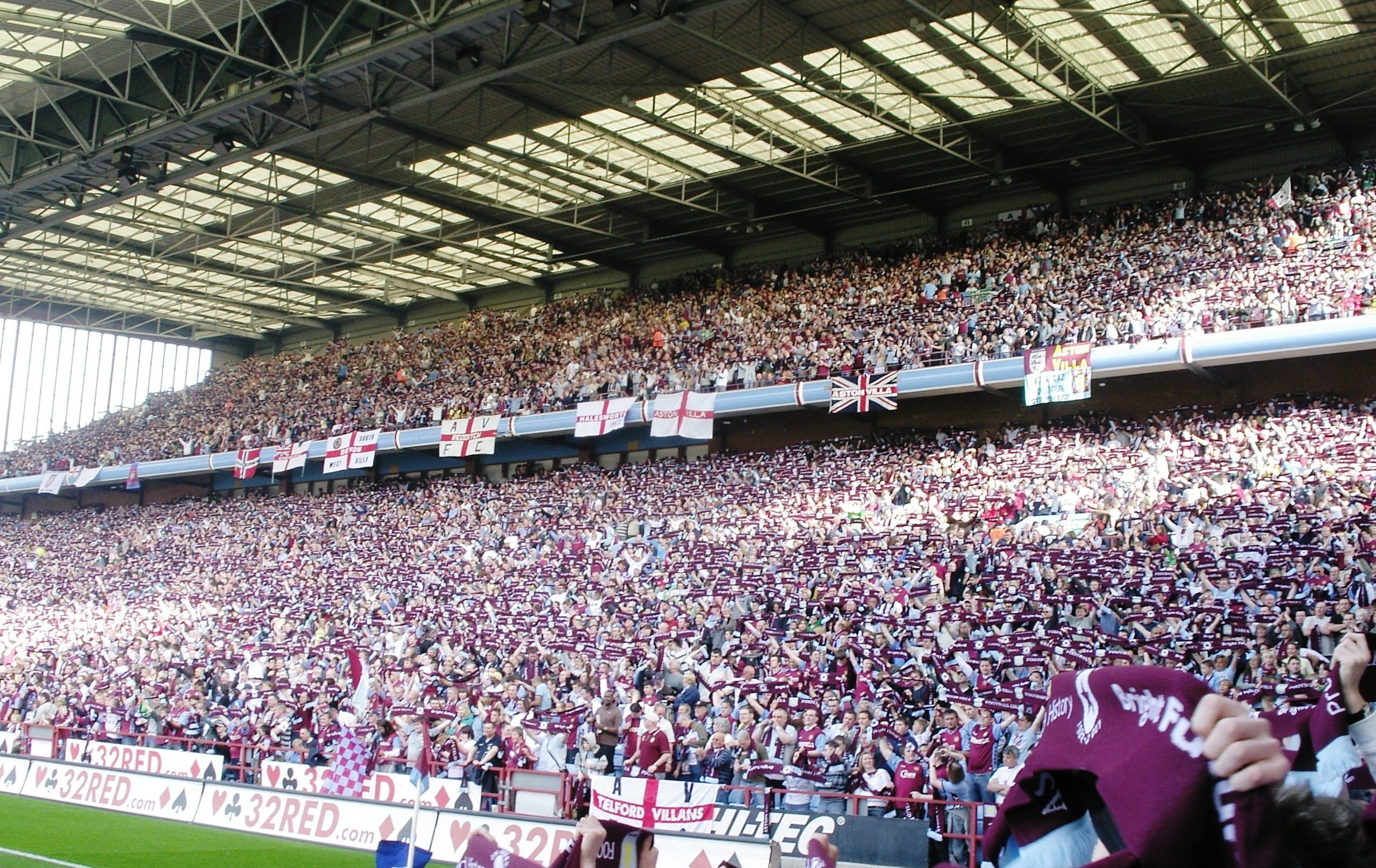
The Holte End

Villa Park cuprinde 42,573 de locuri împărțite între cele patru tribune. Aceste patru tribune sunt Holte End în sud, Trinity Road în vest, Doug Ellis Stand în est și North Stand în nord. Holte End este o tribună cu două etaje cu o capacitate de    13,500 de locuri. Este una dintre cele mai mari tribune din Europa. Holte End este cea mai renumită tribună printre suporterii Villei și suporterii altor cluburi. Este, din punct de vedere tradițional, locul unde se adună cei mai pasionați suporteri, incluzând aici și unele grupuri de huligani.
North Stand, care era cunoscută sub numele de Witton End, a fost construită la sfârșitul anilor 1970 și este cea mai nouă dintre tribunele stadionului. S-au făcut planuri pentru a construi o tribună nouă pentru a înlocui North Stand, pentru Jocurile Olimpice din 2012. Magazinul clubului se află de asemenea în North Stand, la capătul stadionului.
Doug Ellis Stand, cunoscută sub numele de Witton Lane Stand, este de asemenea o tribună cu două etaje.
În partea opusă acestei tribune, se află cea mai modernă secțiune a stadionului, tribuna Trinity Road Stand. Este formată din trei etaje și este mult mai mare decât celelalte tribune,
Pe stadion se află și două ecrane de televiziune mari, în colțurile din S-V și N-E.

## Viitor

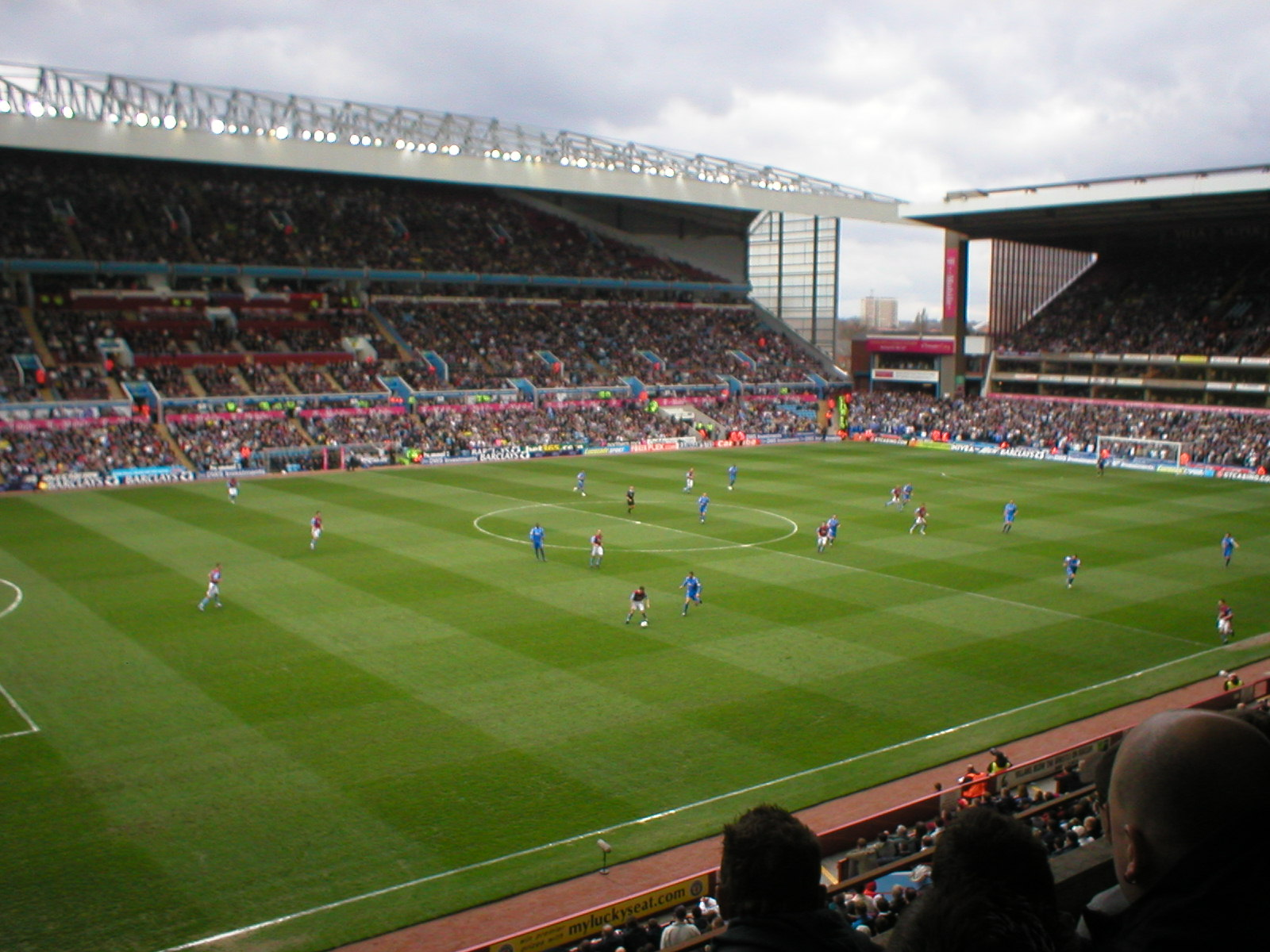
Aston Villa vs Birmingham, aprilie, 2006

Clubul are un plan de a mări tribuna North Stand. Acest lucru va implica umplerea colțurilor la ambele capete a tribunei. Fostul președinte, Doug Ellis a declarat că banii ar trebui cheltuiți pentru a îmbunătăți lotul de jucători. Totuși, noul proprietar, Randy Lerner este atras mai mult de ideea de a mări capacitatea stadionului. Dacă se va extinde North Stand, capacitatea stadionului ar crește la 50,000 de locuri.
Villa Park este unul dintre cele șase stadioane care vor găzdui meciuri de fotbal din Jocurile Olimpice de Vară din 2012.
 Lord Sebastian Coe, organizatorul principal al jocurilor a declarat că, datorită faptului că Villa Park este un stadion olimpic, acesta va primi fonduri pentru renovare și extindere.

## Alte utilizări

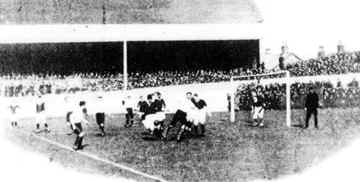
Villa Park găzduind un meci internaţional dintre Anglia şi Scoţia în 1899.

Mai multe competiții de atletism și ciclism au fost organizate pe Villa Park înainte de primul război mondial. Fiind un stadion de 4 stele UEFA, Villa Park a fost folosit pentru meciuri internaționale și câteva meciuri de cupă. Villa Park a fost primul stadion care a găzduit meciuri internaționale în trei secole diferite. Stadionul a găzduit trei meciuri din Campionatul Mondial din 1966 și patru meciuri din Campionatul European din 1996.
Primul meci al echipei naționale de fotbal a Angliei pe Villa Park a fost organizat în 1899 iar cel mai recent în 2005. În total a găzduit 16 de astfel de meciuri.
 Deasemeanea, Villa Park a găzduit ultima finală a Cupei Cupelor, dintre Lazio și Real Mallorca, scor 2-1.
Pe Villa Park s-a jucat finala Cupei Ligii în 1981 în care Liverpool FC a învins pe West Ham United, scor 2-1. În timpul construcției Noului Wembley, între 2001 și 2005, Trofeul FA a fost organizat la Villa Park.

Stadionul a găzduit de asemenea și câteva concerte muzicale, ale unor artiști celebri, printre care și Bruce Springsteen.

## Recorduri

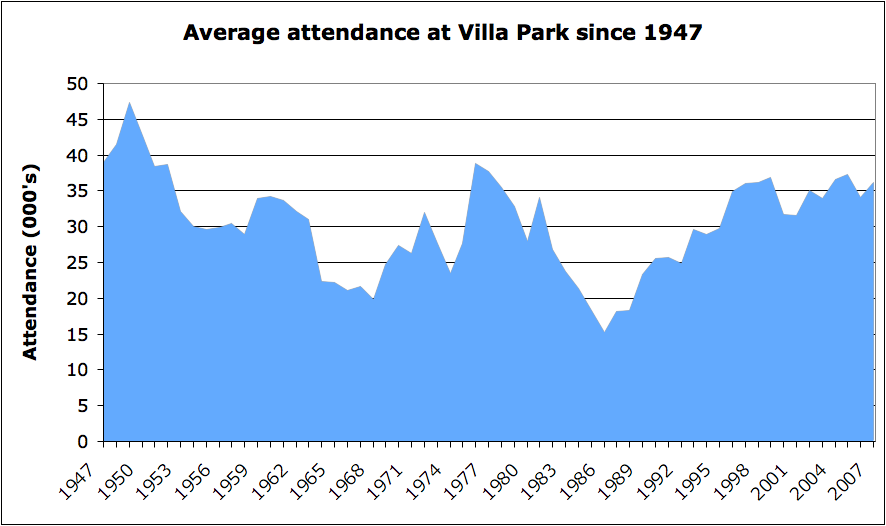
Tabelul arată nr. mediu de spectatori din 1947 pe Villa Park.

Cel mai mare număr de spectatori pe Villa Park a fost de 76,588. Acest lucru s-a întâmplat la data de 2 martie 1946 în runda a șasea a Cupei Angliei împotriva clubului Derby County. Cel mai mic număr de spectatori de pe Villa Park a fost de 2,900, la data de 13 februarie 1915 în Division One, împotriva clubului Bradford City.

## Legături externe
- Images tagged Villa Park at Flickr
- Stadium Guide Article